# Mirwais Kan Hotak
Mirwais Kan Hotak (1673-1715) fue un héroe nacional afgano fundador de la dinastía Hotaki que gobernó Persia (actuales Irán e Irak) desde 1709 a 1738. 
Mirwais Kan Hotak era el hijo de Muhammad Bakir, de quien heredó el liderazgo de uno de los clanes ghilzai de la etnia pashtun, y de Nazo Toji, una poeta reconocida por su conocimiento de la ley tribal. Como alcalde de la ciudad de Qandahar, había visitado la corte persa, y conocía sus debilidades militares. Las tribus pashtun estaban descontentas, debido a los intentos reiterados de los safávidas de convertirlos de sunitas a chiitas, y en 1709, Mirwais organizó una fuerza militar contra Gurgin Kan, el gobernador georgiano de Qandahar que gobernaba en nombre del sah Safávida. Gurgin Kan fue asesinado, y el Hotaki tomó el control de la ciudad. A continuación, Mirwais derrotó un gran ejército persa enviado a recuperar el control de la zona.
Se mantuvo en el poder hasta su muerte en 1715 y fue sucedido por su hijo Mir Mahmud Hotaki, que aprovechó la debilidad política del sah persa y conquistó el Imperio Persa oriental, mientras que los otomanos tomaban el occidental.